# Дауа
Да́уа или Да́ва-Па́рма (в верхнем течении — Ауата и Урага; англ. Dawa, Daua) — река на юге Эфиопии. Сливается с рекой Гэнале и образует реку Джубба, впадающую в Индийский океан. Начинается на Эфиопском нагорье, нижнее течение реки образует границу между Эфиопией и Кенией. Длина реки составляет 580 км.

## География
Дауа берёт начало на Эфиопском нагорье к востоку от Алета-Вендо, течёт на юг и восток, соединяется с Гэнале на границе с Сомали, после чего реки образуют Джуббу. Дауа является частью границы между Эфиопией и Кенией и между Эфиопией и Сомали. Долина реки относительно широкая, с пологими склонами обнажённой коренной породы. Нижнее течение проходит через долину, которая классифицируется как находящуюся в относительно молодом периоде эрозии. Вдоль реки между её притоками Авата и Кожова было найдено золото. Кроме этого, в 1958 году в долине Дауа геологами были обнаружены титановые минералы рутил и ильменит.